# Merops viridis
Il Gruccione golazzurra (Merops viridis Linnaeus, 1758) è un uccello appartenente alla famiglia Meropidae, diffuso  nel Sud-est asiatico nelle foreste di mangrovie subtropicali o tropicali. 
La loro dieta si compone principalmente di grossi insetti come api, vespe e libellule. Il piumaggio è di colore rosso sulla testa, nuca e schiena, verde scuro sulle ali, verde chiaro sul petto e azzurro su gola, dorso e coda.